# Breiðamerkurjökull
Der Breiðamerkurjökull ist eine große Gletscherzunge des Vatnajökull im Südosten Islands.
Gegen Ende des 19. Jahrhunderts reichte die Gletscherzunge fast bis ans Meer. Derzeit ist sie über 6 Kilometer von der Küste entfernt. Am Rand des Gletschers haben sich Seen gebildet, wie z. B. der Breiðárlón und der bekannte Jökulsárlón.

### Wissenschaftliche Beiträge
- David J.A. Evans, David R. Twigg: The active temperate glacial landsystem: a model based on Breiðamerkurjökull and Fjallsjökull, Iceland. doi:10.1016/S0277-3791(02)00019-7 (englisch).
- Michaël Denis, Jean-François Buoncristiani: Fluid-pressure controlled soft-bed deformation sequence beneath the surging Breiðamerkurjökull (Iceland, Little Ice Age). doi:10.1016/j.sedgeo.2009.07.013 (englisch).
- A. Schomaker: Expansion of ice-marginal lakes at Vatnajökull ice-cap, Iceland, from 1999–2009. In: Geomorphology. Band 119, Ausgabe 3–4, 1. Juli 2010, S. 232–236, doi:10.1016/j.geomorph.2010.03.022 (englisch).